# Max Greenfield

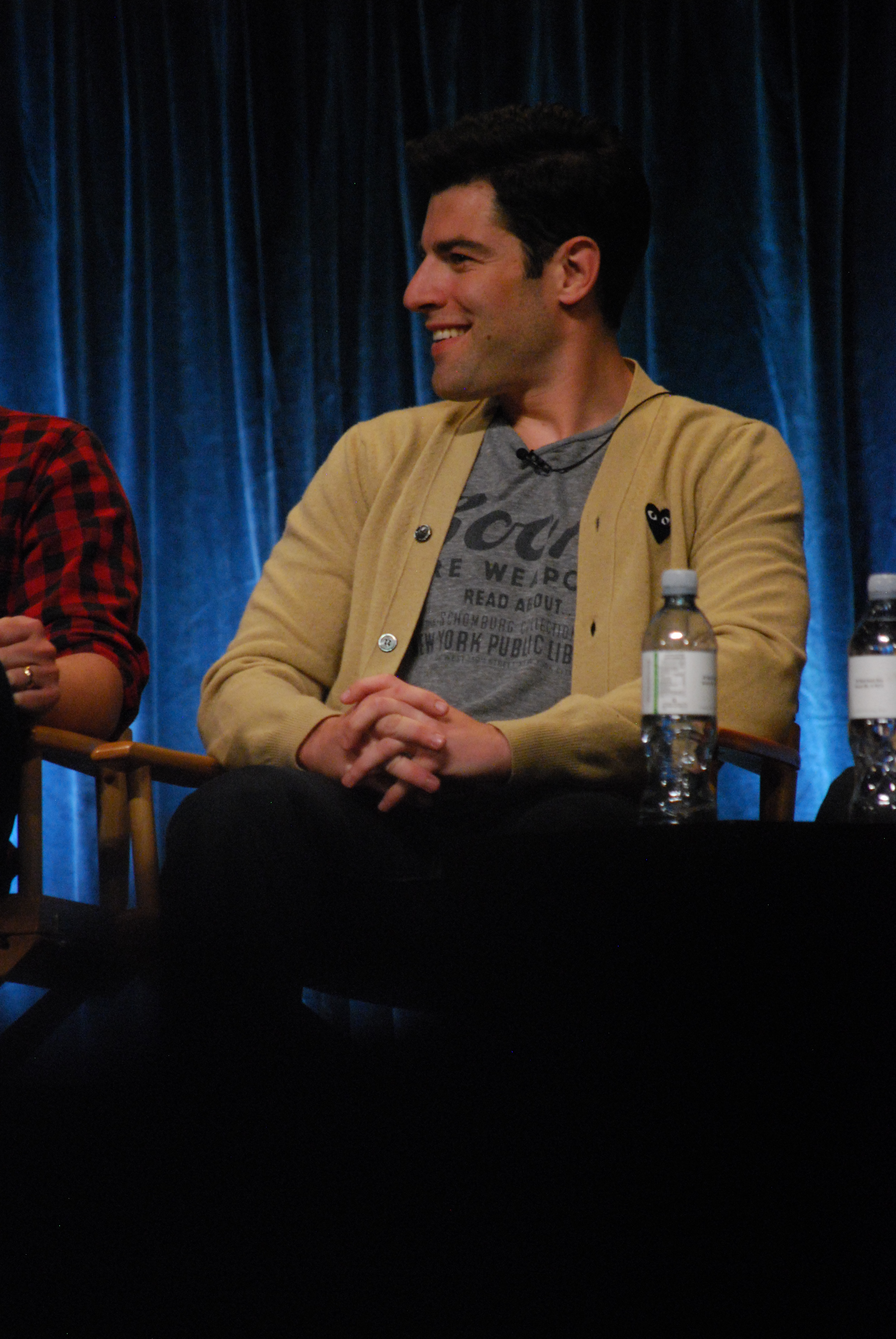
Max Greenfield en 2012.

Max Greenfield (4 de septiembre de 1979) es un actor estadounidense conocido por sus papeles recurrentes en Veronica Mars como Leo D'Amato y en Ugly Betty como Nick Pepper, así como por ser el coprotagonista de Modern Men. Desde 2011 formó parte del reparto principal de la serie de Fox New Girl, donde interpretó a Schmidt. Desde 2018, Greenfield ha retratado a Dave Johnson en la CBS serie de comedia The Neighborhood.

## Vida personal
Greenfield nació y creció en Dobbs Ferry (Nueva York). Es judío y tuvo un Bar Mitzvah basado en el programa Saturday Night Live. Desde 2011 reside en Los Ángeles (California).

## Filmografía
| Año           | Título                       | Personaje            | Notas |
| ------------- | ---------------------------- | -------------------- | --- |
| 1999          | Undressed                    | Víctor               | |
| 2002          | Boston Public                | Sean Tallen          | Episodio «Chapter Thirty-Five»                                                                                                |
| 2003          | Gilmore Girls                | Lucas                | Episodio «Chicken or Beef?»                                                                                                   |
| 2004          | Cross Bronx                  | Ike Green            | |
| 2005          | When Do We Eat?              | Ethan                | |
| 2005          | Sleeper Cell                 | Adolescente #2       | |
| 2005-2007     | Veronica Mars                | Leo D'Amato          | Personaje principal |
| 2006          | Modern Men                   | Kyle Brewster        | Episodios: «Pilot», «Timmy Can You Hear Me?» y «Kyle Dates Up»                                                                |
| 2007          | The O. C.                    | Sandy Cohen de joven | Episodio «The Case of the Franks»                                                                                             |
| 2007          | Life                         | Bradley Sloane       | Episodio «Tear Asunder» |
| 2007-2008     | Ugly Betty                   | Nick Pepper          | Papel regular |
| 2008          | Greek                        | Michael              | Episodios: «The Popular Vote», «Pledge Allegiance», «Gays, Ghosts, and Gamma Rays», «A Tale of Two Parties» y «Mr. Purr-fect» |
| 2008          | Kath & Kim                   | Bar Fight Guy        | Episodio «Gay» |
| 2009          | Melrose Place                | Mickey Richards      | Episodio «Cannon» |
| 2009          | Raising the Bar              | David Steinberg      | Episodio «Happy Ending», «Maybe, Baby», «Bobbi Ba-Bing» y «Trust Me»                                                          |
| 2010          | Castle                       | David Nicolaides     | Episodio «Food to Die For» |
| 2010          | Undercovers                  | Redman               | Episodio «The Key to It All»                                                                                                  |
| 2010          | The Gentlemen's League       | Max                  | Episodios «Super Bowl» y «The Combine»                                                                                        |
| 2010          | Hot in Cleveland             | Steve                | Episodio «I Love Lucci: Part One»                                                                                             |
| 2011          | Happy Endings                | Ian                  | Episodio «You've Got Male» |
| 2011-2018     | New Girl                     | Schmidt              | Personaje principal, 146 episodios                                                                                            |
| 2014          | The Mindy Project            | Lee                  | Episodio «Think Like a Peter»                                                                                                 |
| 2015-2016     | American Horror Story: Hotel | Gabriel Arden        | Recurrente Episodios "checking in","chutes and ladders","mommy"                                                               |
| 2016          | Hello, My name is Doris      | John                 | |
| 2017          | American Crime Story         | Ronnie Holston       | |
| 2017          | I'm Not Here                 | Papá                 | |
| 2018–presente | The Neighborhood             | Dave Johnson         | Personaje principal |
| 2019          | Veronica Mars                | Leo D´Amato          | |
| 2019          | What Men Want                | Kevin                | |
| 2020          | Promising Young Woman        | Joe Macklemore III   | |
| 2022          | El Valet                     | Vicent Royce         | |
| 2022          | American Horror Stories      | Bryce                | Episodio: "Aura" |
| 2024          | Unfrosted                    | Rick Ludwin          | |